# اچ‌دی ۱۳۹۳۱
اچ‌دی ۱۳۹۳۱ یک ستاره است که در صورت فلکی آندرومدا قرار دارد.